# تود روبرت بيترسن
تود روبرت بيترسن (بالإنجليزية: Todd Robert Petersen)‏ (17 أغسطس 1969)؛ مؤلف وروائي أمريكي.